# Nu ska vi sjunga
Nu ska vi sjunga utkom 1943 på Almqvist & Wiksells förlag och är en sångbok för den svenska folkskolan. Den ges med jämna mellanrum ut i nyutgåva och hade 2004 sålts i två miljoner exemplar. Sånger angivna med * anger att de anses lämpligast för eleverna i tredje klass.
Boken gavs ut på initiativ av Alice Tegnér och är ett resultat av barns egna önskemål om vilka sånger de tycker bäst om att sjunga. Lärare över hela Sverige hjälpte till med önskelistor.

## Historik
Boken gavs ut på initiativ av Alice Tegnér, som i samband med sin 75-årsdag 1940 överlämnade en av henne insamlad penninggåva till Sveriges allmänna folkskollärarförening. Fonden skulle användas för att främja sångundervisningen på lågstadiet, och i samråd mellan Alice Tegnér, folkskoleinspektör Bror Jonzon, Brita Odencrants, Annie Petersson, Mattis Wallenberg och Waldemar Åhlén beslutades att man skulle ta fram en särskild sångbok, anpassad just för lågstadieelever. Annie Petersson blev redaktör. Elsa Beskow åtog sig att illustrera sångboken.

## Innehåll

### I Årstiderna
- Årstiderna
- Liten vårvisa (stamsång)
- Alla fåglar kommit re'n
- Göken ropar högt uti skogen
- Månaderna
- När kommer våren?
- Nu är det vår
- En vårvintersaga
- Majas visa
- Vårvisa
- Lilla Ingas sommarvisa
- Den första sommarvinden
- Plocka svamp
- Kantareller (Har du sett herr Kantarell?)
- En vintervisa
- Se opp!
- Kälkbacksvisa
- Sommar, vinter, vår och höst
- I snöfall
- Avsked till vintern

### II Visor om djur och blommor
- Bä, bä vita lamm
- Djurvisa
- Snick, Snack, Snäcka
- Morgonvisa
- Fågelungen
- Vita svanar
- Fjäril'n på ängen
- Visan om humlorna
- Imse vimse spindeln
- Biet
- Gräshoppan
- Bonden och kråkan
- Rim för smått folk
- För de minsta
- Katten och råttan
- Katten och svansen
- Barnvisa
- Katten och sparven
- Familjen Krokodil
- Fyra små grisar
- Kossorna på bete
- Mickel du en gås har stulit
- Fröken Kissekatt och herr Max von Tax
- Vid Kattegatt
- Positivspelaren
- Mors lilla Olle
- Ekorren
- Vaggvisa
- Blåsippor
- Vårlöken
- Rosendröm
- Rosenknoppen
- Videvisan
- Skogsblommorna till barnen (stamsång)
- Akta skogen
- Lilla Tusselago
- Linblommornas visa
- Fjäril'n vingad syns på Haga (stamsång)
- Bröllopsfesten

### III Lekvisor
- Klockan tolv
- Vart ska du gå?
- Barnen leka "mamma och barn" (Goddag min fru)
- Lille vedhuggaren
- Majas vaggvisa för dockan
- Baka kaka
- Tre pepparkaksgubbar
- Kära lilla Lisen
- Hej hopp i gröna hagen!
- Poliskonstapeln
- Trafiklek
- Flygvisa
- Vill ni veta
- Sotarvisa
- Leka skola
- Elev och lärarinna
- Danslåt
- Regndropparna
- Arbetsbyte
- Kungens lilla piga
- Små grodorna
- Trollmors vaggsång
- Trollfar i Snurreberget
- Tummeliten
- Annikas visa

### IV Vandringsvisor
- I skogen
- Vandringsvisa
- Marschlek, (När jag sist gick ut att vandra)
- Marsch
- Rida vall
- Vaktparaden
- Hemåt i regnväder
- Sommarvandring
- Traskvisa
- En vandringslåt
- När jag gick ut på vandringsstråt
- Vi gå över daggstänkta berg (stamsång)

### V Julsånger
- Julafton
- När juldagsmorgon glimmar
- Nu lyser julens stjärna klar
- Juleklockor
- Liten julvisa (Raska fötter springa tripp tripp,tripp)
- Julsång
- Välkommen du härliga juletid
- Nu är det jul
- Julpolskan
- Kring julgranen (Nu så är det jul igen)
- Nu tändas tusen juleljus (stamsång)
- Julsång
- Tomtarnas julnatt
- Julpolska
- Luciasång

### VI Kanon
- Kyrkklockorna
- Skolklockan
- Huru högt
- Morgonsolen redan strålar
- Glad och god
- Gott humör
- All vår början
- Musiken
- Glatt framåt marschera
- Dansvisa
- Upp kamrater
- Vi gratulera
- Posten kommer
- Hatten

### VII Andra vackra sånger och visor
- Lasse liten
- Mors namnsdag
- Stinas pepparkakssoldat
- Sockerbagaren
- Nisse tänker sjöman bli
- Den lille Nisse reste
- En lite körsven
- Karl skall jaga
- När Olle fick heta Pilleman
- Anders Lasse och hans gris
- Sparman far till läger
- Lille John Blund
- Lyckans land (Vid en väg på en sten)
- Kvällsvisa
- Blinka lilla stjärna
- Himlen är av stjärnor full
- Solvisa
- Solstrålen
- Jesus och barnen
- Psalm för barn
- Gud som haver barnen kär
- Hosianna
- Jag lyfter ögat mot himmelen
- Du gamla, du fria
- Kungssången
- Jag är så glad att jag är svensk

## Inspelningar
Åren 1972 och 1973 spelades ett antal av sångerna in på en LP utgiven av Bums, BUM 401 Stereo. Den kom även ut som rullband. Kerstin Aulén, Ingela "Pling" Forsman, Lennart Grahn, Peter Himmelstrand medverkade. "Skivan lektes fram i studion, med hjälp av två ovanliga instrument, en ARP synthesizer och en mellotron (som Peter Himmelstrand spelade på). Det är instrument som kan härma många riktiga instrument". Detta var flera år innan elektroniska musikinstrument slagit igenom på allvar. 1994 utgavs en CD med samma material som LP:n. Den gavs också ut som EMI Music Sweden: CMCD 6325, 2002. Skivnr Bums BUMSCD 501. År 2004 släpptes en ny CD-utgåva där den omdebatterade sången Familjen Krokodil ersattes av Fjäril'n vingad syns på Haga.  
År 2013 spelade sångerskan Johanna Grüssner och arrangören och kompositören Mika Pohjola in 40 sånger i egna arrangemang. Skivan kom ut den 1 oktober 2013. "Skivan omfamnar vår rika vistradition, och är i enlighet med Orff- och Kodály-metoden stämd i barnens naturliga tonhöjd. Det är lätt att sjunga med!"